# یواس‌اس فلیکر (ای‌ام-۷۰)
یواس‌اس فلیکر (ای‌ام-۷۰) (به انگلیسی: USS Flicker (AM-70)) یک کشتی بود که طول آن ۱۴۷ فوت ۶ اینچ (۴۴٫۹۶ متر) بود. این کشتی در سال ۱۹۳۷ ساخته شد.